# エネルギー管理士
エネルギー管理士（エネルギーかんりし）は、エネルギー管理士試験に合格またはエネルギー管理認定研修を修了して、エネルギー管理士免状の交付を受けている者のこと。
規定量以上のエネルギーを使用する工場にはエネルギー管理者を置かねばならず、この業務はエネルギー管理士免状の交付を受けている者を選任しなければならない。

## 制度概要
規定量以上のエネルギーを使用する工場は、第一種エネルギー管理指定工場等に指定される。製造業、鉱業、電気供給業、ガス供給業、熱供給業の5業種に属する第一種エネルギー管理指定工場等においては、エネルギーの使用量に応じて、エネルギー管理士免状の交付を受けている者のうちから1人ないし4人のエネルギー管理者を選任しなければならない。また、第二種エネルギー管理指定工場等においてはエネルギー管理員を選任しなければならないが（法第14条第1項）、エネルギー管理士はエネルギー管理員として選任されることもできる（法第9条第1項第2号）。エネルギー管理士免状の交付には、「エネルギーの使用の合理化に関する実務経験」が必須となる。
令和5年7月末現在で、第1種エネルギー管理指定工場等は7,502、第2種エネルギー管理指定工場等は6,950である。
資格取得には、エネルギー管理士国家試験合格またはエネルギー管理研修修了の2つの方法がある（詳細は次章以降参照）。「エネルギーの使用の合理化に関する法律（省エネ法）」の平成17年度改正に伴い、旧制度の「熱管理士」「電気管理士」の資格制度は、新制度の「エネルギー管理士」へ一本化された。新制度では「熱管理士」および「電気管理士」両方の免状の交付を受けている者については、そのまま新制度における「エネルギー管理士」とみなされる。一方で、「熱管理士」または「電気管理士」いずれかの免状のみの交付を受けている者については、令和3年9月現在ではエネルギー管理士国家試験（課目免除あり）を受験し合格しなければ「エネルギー管理士」となれない。

## 職務
エネルギー管理者は、第一種エネルギー管理指定工場等におけるエネルギーの使用の合理化に関し、エネルギーを消費する設備の維持、エネルギーの使用の方法の改善及び監視その他経済産業省令で定める業務を管理する。（法第11条等）

## 資格取得
資格取得（免状の交付）には下記の2通りの方法があり、それぞれに所定の実務経験が必要である。
- 試験
  1. 一般財団法人省エネルギーセンターが毎年夏に行うエネルギー管理士試験に合格する。試験は誰でも受けられ、選択専門課目は熱分野、電気分野のいずれかから選択する。
  2. エネルギー（燃料・熱・電気）の使用の合理化に関する実務に1年以上従事したことをもって、免状交付申請を行う。この実務経験は受験の前でも後でも構わない。
  3. 経済産業大臣に免状交付申請を行うことにより、エネルギー管理士免状が交付される。
- 研修
  1. エネルギー（燃料・熱・電気）の使用の合理化に関する実務に研修申込時までに3年以上従事していることをもって、エネルギー管理研修を受けることができる。選択専門課目は熱分野、電気分野のいずれかから選択する。
  2. 一般財団法人省エネルギーセンターが毎年冬に行うエネルギー管理研修を受講し、修了（修了試験に合格）する。
  3. 資源エネルギー庁に免状認定申請を行うことにより、免状番号の頭に「認」が付されたエネルギー管理士免状が交付される。

## 試験
一般財団法人省エネルギーセンターが、エネルギー管理士試験を全国で年1回実施する。

### 試験科目及び出題範囲
課目別の得点が合格基準（各課目60%）に達した課目は「課目合格」となり、4課目合格すればエネルギー管理士試験合格となる。課目合格とは、その試験が行われた年の初めから3年以内に受験する場合に、合格した課目の試験を免除される制度である。したがって、合格した年の初めから3年を過ぎると課目合格は無効となる。
必須基礎課目
- I. エネルギー総合管理及び法規（エネルギーの使用の合理化等に関する法律及び命令、エネルギー総合管理）

選択専門課目
- 熱分野
  - II. 熱と流体の流れの基礎（熱力学の基礎、流体工学の基礎、伝熱工学の基礎）
  - III. 燃料と燃焼（燃料及び燃焼管理、燃焼計算）
  - IV. 熱利用設備及びその管理（計測及び制御、熱利用設備）
- 電気分野
  - II. 電気の基礎（電気及び電子理論、自動制御及び情報処理、電気計測）
  - III. 電気設備及び機器（工場配電、電気機器）
  - IV. 電力応用（電動力応用、電気加熱、電気化学、照明、空気調和）

### 願書申込み受付期間
- 5月上旬〜6月上旬

### 試験日程
- 8月上旬

### 受験地
- 北海道、宮城県、東京都、愛知県、富山県、大阪府、広島県、香川県、福岡県、沖縄県

### 受験手数料
- 17,000円（非課税）

ただし、旧制度の熱管理士又は電気管理士の免状取得者で、平成17年度の改正法附則第４条に規定する試験課目の免除を受け、必須基礎課目を受験する場合は、10,000円（非課税）

### 合格発表日
- 9月中旬

### 試験の受験者数・合格率等
下表は、一般財団法人省エネルギーセンターが発表した資料を元に、合格率を計算したものである。
| 年度               | 電気分野 | 電気分野 | 電気分野 | 熱分野   | 熱分野   | 熱分野 | 熱・電気分野合算 | 熱・電気分野合算 | 熱・電気分野合算 |
| 年度               | 受験者数 | 合格者数 | 合格率   | 受験者数 | 合格者数 | 合格率 | 受験者数         | 合格者数         | 合格率           |
| ------------------ | -------- | -------- | -------- | -------- | -------- | ------ | ---------------- | ---------------- | ---------------- |
| 1997年（平成9年）  | 1,382    | 320      | 23.2%    | 1,879    | 774      | 41.2%  | 3,261            | 1,094            | 33.5%            |
| 1998年（平成10年） | 1,510    | 389      | 25.8%    | 1,930    | 653      | 33.8%  | 3,440            | 1,042            | 30.3%            |
| 1999年（平成11年） | 2,864    | 537      | 18.8%    | 2,916    | 980      | 33.6%  | 5,780            | 1,517            | 26.2%            |
| 2000年（平成12年） | 3,530    | 875      | 24.8%    | 3,314    | 1,043    | 31.5%  | 6,844            | 1,918            | 28.0%            |
| 2001年（平成13年） | 3,813    | 906      | 23.8%    | 3,592    | 1,042    | 29.0%  | 7,342            | 1,948            | 26.5%            |
| 2002年（平成14年） | 4,354    | 1,074    | 24.7%    | 4,053    | 1,508    | 37.2%  | 8,407            | 2,582            | 30.7%            |
| 2003年（平成15年） | 5,131    | 1,266    | 24.7%    | 4,692    | 1,897    | 40.4%  | 9,823            | 3,163            | 32.2%            |
| 2004年（平成16年） | 5,038    | 1,617    | 32.1%    | 4,248    | 1,550    | 36.5%  | 9,286            | 3,167            | 34.1%            |
| 2005年（平成17年） | 4,641    | 1,074    | 23.1%    | 4,309    | 1,216    | 28.2%  | 8,950            | 2,290            | 25.6%            |
| 2006年（平成18年） | 4,260    | 898      | 21.1%    | 4,079    | 1,088    | 26.7%  | 8,339            | 1,986            | 23.8%            |
| 2007年（平成19年） | 4,368    | 981      | 22.5%    | 4,768    | 1,318    | 27.6%  | 9,136            | 2,299            | 25.2%            |
| 2008年（平成20年） | 4,701    | 705      | 15.0%    | 5,279    | 1,349    | 25.6%  | 9,980            | 2,054            | 20.6%            |
| 2009年（平成21年） | 5,347    | 1,588    | 29.7%    | 6,372    | 1,875    | 29.4%  | 11,719           | 3,463            | 29.6%            |
| 2010年（平成22年） | 5,702    | 1,450    | 25.4%    | 6,814    | 2,940    | 43.1%  | 12,516           | 4,390            | 35.1%            |
| 2011年（平成23年） | 5,404    | 1,176    | 21.8%    | 6,493    | 1,182    | 18.2%  | 11,897           | 2,358            | 19.8%            |
| 2012年（平成24年） | 5,003    | 836      | 16.7%    | 7,046    | 1,973    | 28.0%  | 12,049           | 2,809            | 23.3%            |

2013年（平成25年）以降は、熱分野・電気分野の合算のみの発表となる。
| 年度               | 熱・電気分野合算 | 熱・電気分野合算 | 熱・電気分野合算 |
| 年度               | 受験者数         | 合格者数         | 合格率           |
| ------------------ | ---------------- | ---------------- | ---------------- |
| 2013年（平成25年） | 11,102           | 3,094            | 27.9%            |
| 2014年（平成26年） | 10,613           | 2,280            | 21.5%            |
| 2015年（平成27年） | 10,537           | 2,454            | 23.3%            |
| 2016年（平成28年） | 10,468           | 2,108            | 20.1%            |
| 2017年（平成29年） | 10,558           | 3,002            | 28.4%            |
| 2018年（平成30年） | 9,912            | 2,770            | 27.9%            |
| 2019年（令和元年） | 9,830            | 3,207            | 32.6%            |
| 2020年（令和2年）  | 7,707            | 2,828            | 36.7%            |
| 2021年（令和3年）  | 7,684            | 2,454            | 31.9%            |
| 2022年（令和4年）  | 7,766            | 2,636            | 33.9%            |
| 2023年（令和5年）  | 8,137            | 3,074            | 37.8%            |
| 2024年（令和6年）  | 8,558            | 3,150            | 36.8%            |

## 研修
一般財団法人省エネルギーセンターが、エネルギー管理研修を全国で年1回実施する 。

### 研修科目
必須基礎課目
- I. エネルギー総合管理及び法規（エネルギーの使用の合理化等に関する法律及び命令、エネルギー総合管理）

選択専門課目
- 熱分野
  - II. 熱と流体の流れの基礎（熱力学の基礎、流体工学の基礎、伝熱工学の基礎）
  - III. 燃料と燃焼（燃料及び燃焼管理、燃焼計算）
  - IV. 熱利用設備及びその管理（計測及び制御、熱利用設備）
- 電気分野
  - II. 電気の基礎（電気及び電子理論、自動制御及び情報処理、電気計測）
  - III. 電気設備及び機器（工場配電、電気機器）
  - IV. 電力応用（電動力応用、電気加熱、電気化学、照明、空気調和）

### 申込受付期間
- 9月上旬〜10月下旬

### 研修日程
- 12月中旬に7日間実施される。

(講義6日間、7日目の最終日は修了試験)

### 研修地
- 仙台市、東京都、名古屋市、大阪市、広島市、福岡市

### 研修受講料
- 新規受講者　70,000円（非課税）
- 課目合格者　50,000円（非課税）